# Mecistocephalus nagasaunus
Mecistocephalus nagasaunus är en mångfotingart som beskrevs av Chamberlin 1920. Mecistocephalus nagasaunus ingår i släktet Mecistocephalus och familjen storhuvudjordkrypare.
Artens utbredningsområde är Fiji. Inga underarter finns listade i Catalogue of Life.